# Luís Oliveira Gonçalves
Pour les articles homonymes, voir Gonçalves.
Luís Oliveira Gonçalves (né le 22 juin 1960 en Angola) est un entraîneur football angolais. 

## Carrière
Il réalise une très modeste carrière de joueur avant de devenir entraîneur. 
Il est de 2003 à 2008 le sélectionneur de l'Angola qu'il parvient à qualifier pour la Coupe du monde 2006.

### Équipes entraînées
- 2001-2003 :  Angola (équipe des moins de 20 ans)
- 2003-2008 :  Angola (équipe A)